# Tehnička oblovina
Tehnička oblovina je drvo koje je prerađeno u trupce i pilansku oblovinu, što je faza u procesu proizvodnje drva. Drvo se uglavnom koristi u konstrukcijske svrhe, ali ima i mnoge druge namjene.
Može se isporučiti grubo piljeno ili obloženo na jednoj ili više strana. Osim celuloze, neobrađeno drvo je sirovina za izradu namještaja i drugih predmeta koji zahtijevaju rezanje i obradu drveta. Dostupno je u mnogim vrstama, uključujući tvrdo (hrast lužnjak, bukva i dr.) i meko drvo (crna joha, bijela topola i dr.), koje ima nižu cijenu. Gotova građa isporučuje se u standardnim veličinama, uglavnom za građevinsku industriju.
Dvije su glavne prirodne sile odgovorne za nastanak grešaka u drvu: abnormalni rast i pucanje tkiva. Puknuće tkiva uključuje pukotine u drvu. Greške drveta mogu smanjiti čvrstoću drva i izgled, stoga smanjiti kvalitetu drveta i mogu uhvatiti vlagu, potičući propadanje. Neke od grešaka drveta su: kvrge, urasla kora, ikričavost, paljivost, okružljivost, zakrivljenost, koničnost, zimotrenost i dr.
U razdoblju od 1995. hrvatske norme (HRN) za tehničku oblovinu obuhvaćaju: trupce za furnir (listače i četinjače), trupce za ljuštenje (listače i četinjače), trupce za rezanje (listače i četinjače), trupce za pragove (željezničke), trupce za kombiniranu namjenu, rezonantno drvo i trupce za furnir oraha, a za izravnu uporabu rudničko i tunelsko drvo, pilote, stupove za vodove, kolarsko drvo i sitno tehničko drvo.